# Francesc Miralles i Contijoch
Francesc Miralles i Contijoch (Barcelona, 27 d'agost de 1968) és un escriptor català, assagista, traductor i músic que ha escrit més d'un centenar d'obres en castellà i català de narrativa i assaig, i ha compost diversos discos. És llicenciat en filologia alemanya i especialitzat en psicologia i espiritualitat. Com a periodista, col·labora amb el suplement dominical de El País, Radio Nacional de España i la Cadena Ser, col.labora amb la revista Cuerpomente, i ha sigut entrevistat a La Vanguardia.

## Obres principals
La seva obra més coneguda, Ikigai. Els secrets de Japó per una vida llarga i feliç, co-escrit amb Héctor García amb mes de 2 mil.lions de llibres venuts i traduït a 70 idiomes. La seva novel.la Amor en minúscula ha sigut traduïda a 28 idiomes.

## Obres[10]
No ficció (català)
- El laberint de la felicitat, co-escrit amb Àlex Rovira, traduït a deu idiomes.[11]
- 365 idees per canviar la teva vida

No ficció (castellà)
- Conversaciones sobre la felicidad
- El Zen de la empresa
- El lector de Hesse
- El lector de Kafka
- Desayuno con partículas (amb Sonia Fernández-Vidal)

Infantil i juvenil
- Un haiku per a l'Alícia (premi Gran Angular)
- Interrail (premi Columna Jove)
- Retrum, quan érem morts.
- Retrum 2. La neu negra
- Un curs d'estiu a Irlanda
- Perdut a Bombai
- Oblivion. Un cel rere l'altre
- El Cinquè Mag
- Sakura love: una història d'amor al Japó

Narrativa
- Cafè Balcànic
- Barcelona Blues
- El somni d'Occident
- El llibre de l'hivern
- Amor en minúscula, traduït a 28 idiomes
- El quart Reich
- Tant de bo fossis aquí
- La profecia 2013
- El millor lloc del món és aquí mateix (amb Care Santos)